# Poortvliet
Poortvliet est un village appartenant à la commune néerlandaise de Tholen, situé dans la province de la Zélande. En janvier 2007, le village comptait 1 722 habitants.
Poortvliet était une commune indépendante jusqu'au 1er juillet 1971. À cette date, toutes les anciennes communes de l'île de Tholen fusionnèrent pour ne plus former qu'une seule commune, celle de Tholen (commune). Poortvliet avait déjà absorbé la minuscule commune de Nieuw-Strijen dès 1813.

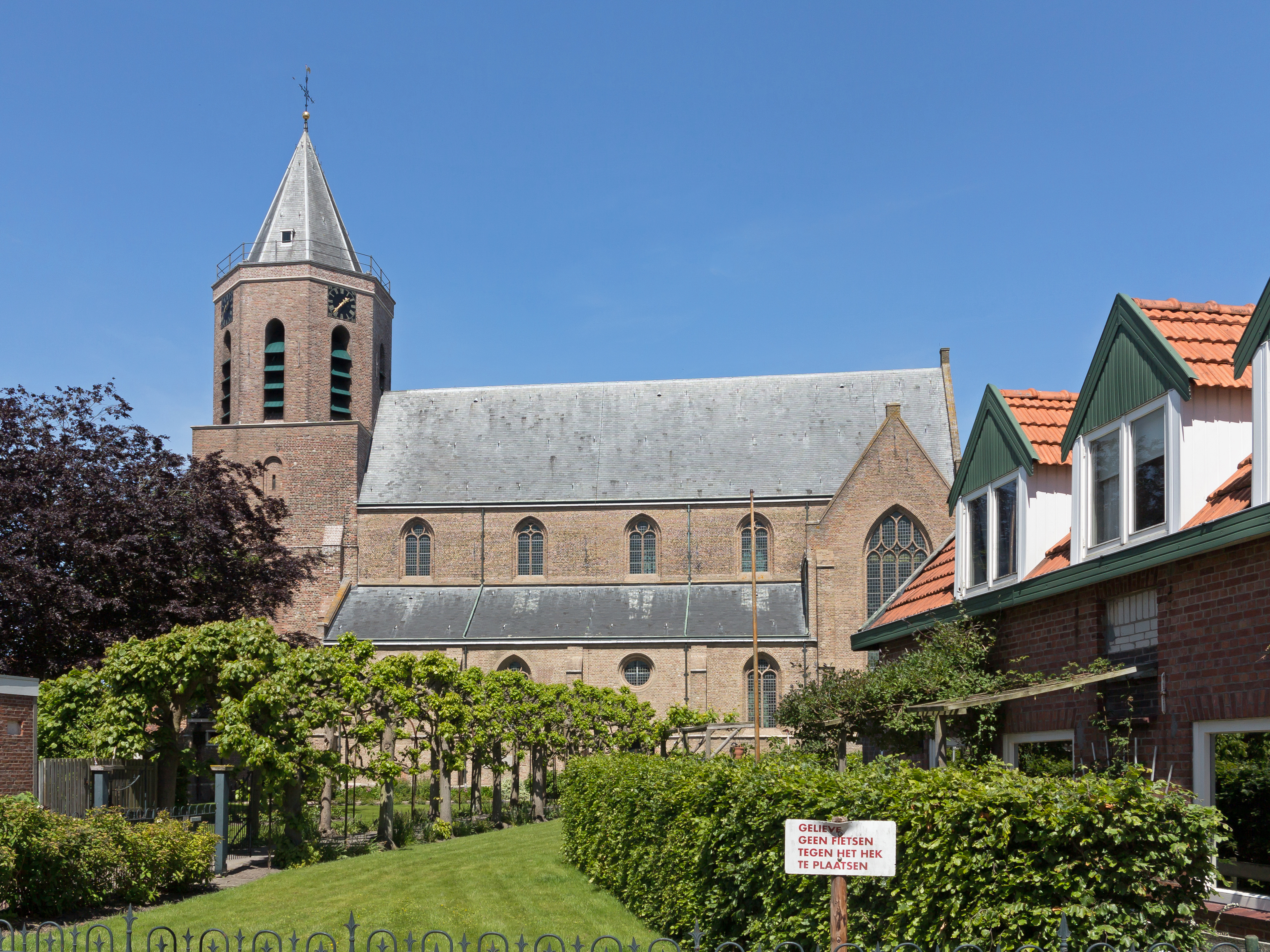
L'église Sint Pancratiuskerk à Poortvliet